# مجتمعات متخيلة

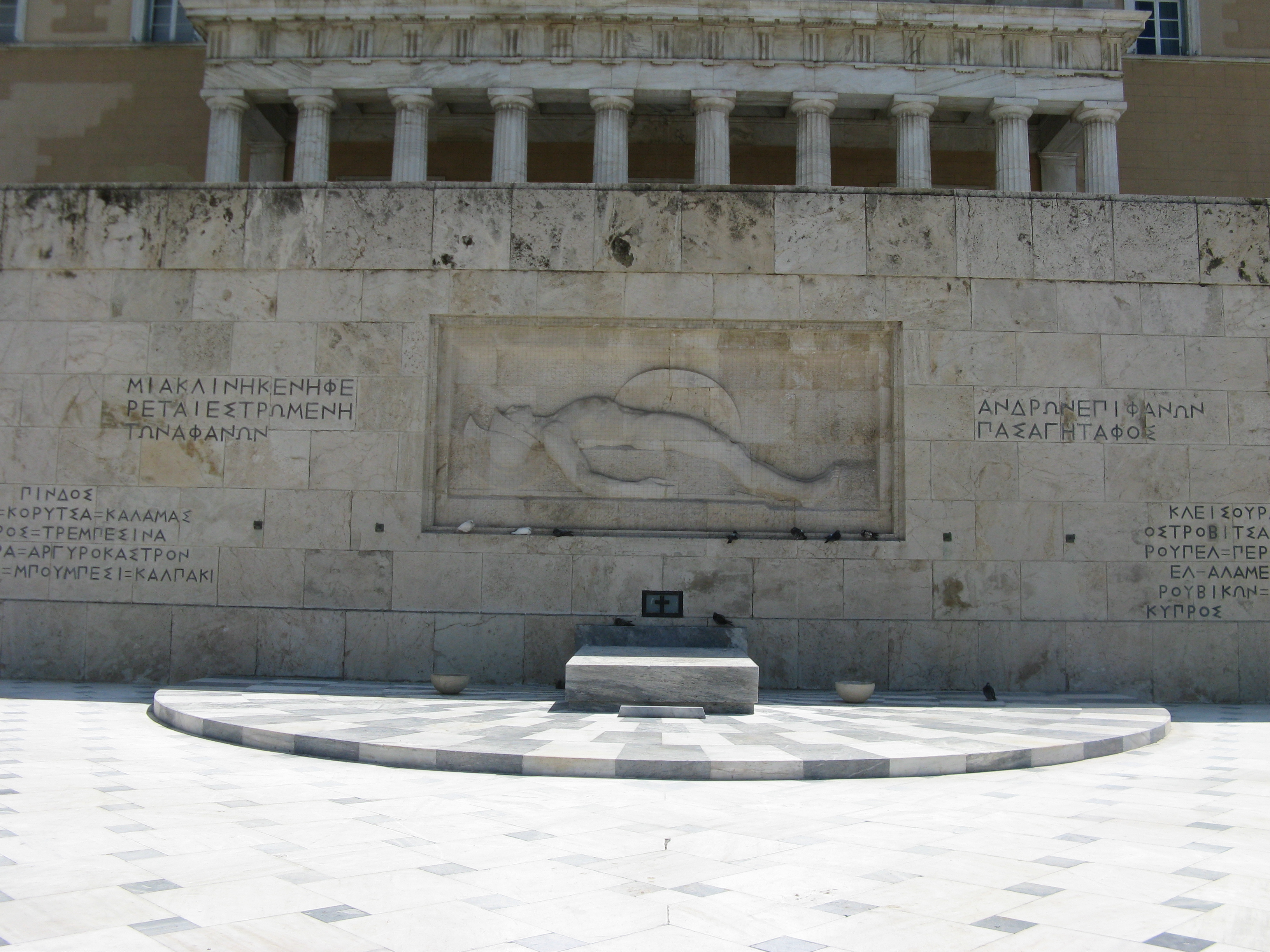

هو العمل الأشهر لبندكت اندرسون (Benedict Anderson)
يعالج فيه مسألة نشأة القومية والوعي القومي، حيث يعتبر اندرسون الامة كيان حديث نشأ بالارتباط مع تغيرات مجتمعية، فمثلاً نشأة الطباعة وظهور الجرائد كوسائط للتواصل بلغات محدودة ولكنها متنوعة وشعبية مقارنة باللاتينية ساهمت بإنشاء مجتمع متخيل بين جمهور القراء واحساس بالـ«نحن» في الدول القومية في أوروبا. 